# Cvrčovice (okres Kladno)
Cvrčovice (Duits: Grillenau) is een Tsjechische gemeente in de regio Midden-Bohemen en maakt deel uit van het district Kladno. Het dorp ligt op 5 km afstand van de stad Kladno.
Cvrčovice telt 786 inwoners (2023).

## Geografie
De gemeente Cvrčovice bestaat uit de volgende plaatsen:
- Cvrčovice;
- Ferdinandka;
- Čabárna.

Het laagste punt van de gemeente ligt op een hoogte van ongeveer 281 meter boven de zeespiegel op de rechteroever van de vijvers, nabij het dorp Čabárna. Het hoogste punt ligt op een hoogte van 352 meter boven de zeespiegel aan de rand van het bos Na Vysoké, ongeveer 200 meter ten zuiden van de plek waar de weg van Ferdinandka nar Švermov.
Een aardig deel van het dorp bestaat uit akkers en landbouwgrond. Tussen Ferdinandka en Čabárna liggen vuilstortplaatsen uit het begin van de 20e eeuw, thans begroeid met bomen en struiken.

## Geschiedenis
De eerste schriftelijke vermelding van het dorp dateert van 1316.
Sinds 1960 is Cvrčovice een zelfstandige gemeente binnen het district Kladno.

## Bezienswaardigheden
- Dorpskapel

## Verkeer en vervoer

### Autowegen
Er leiden regionale wegen leiden naar het dorp. Snelweg D7 ligt op 4 km afstand van het dorp en verbindt Cvrčovice met Praag, Slaný en Chomutov.

### Spoorlijnen
Er is geen station of spoorlijn in het dorp. Het dichtstbijzijnde station is Brandýsek, op 1,5 km afstand. Dat station ligt aan spoorlijn 093 Kralupy nad Vltavou - Kladno.

### Buslijnen
Er halteren buslijnen met de volgende bestemmingen in het dorp: Kladno, Kralupy nad Vltavou, Praag, Slaný, Smečno, Velvary.

## Galerij

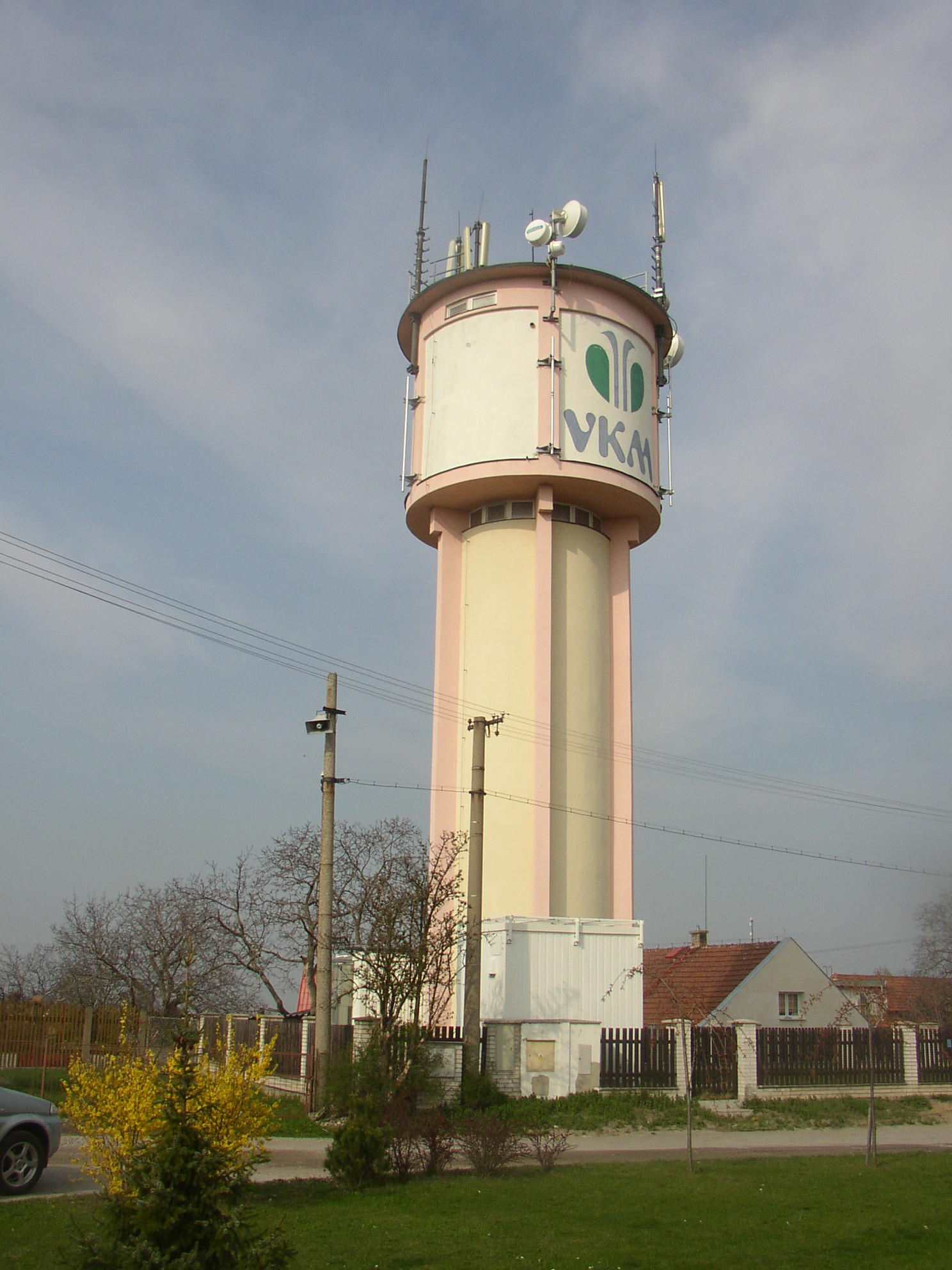
Watertoren van Cvrčovice
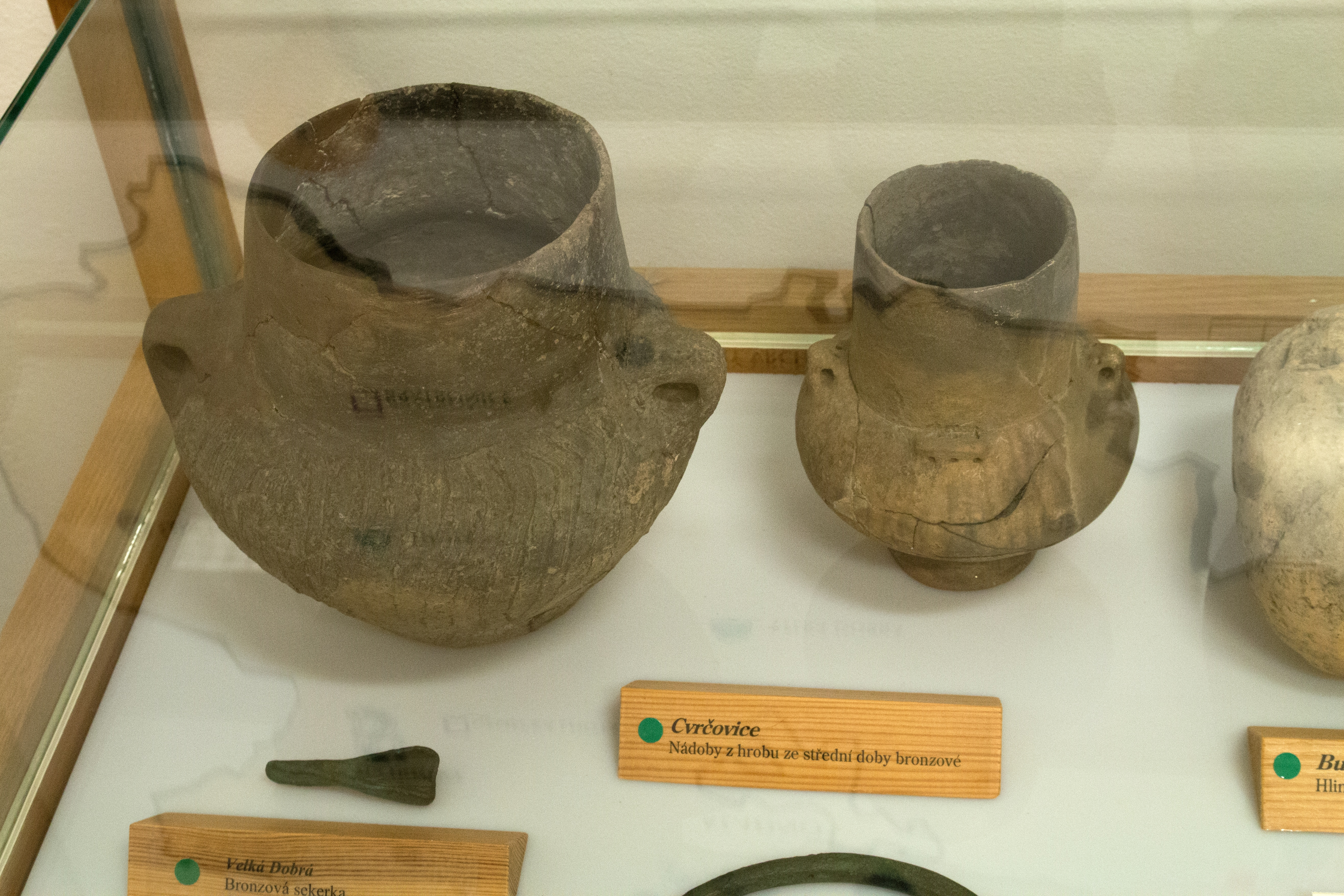
Archeologische vondsten uit Cvrčovice
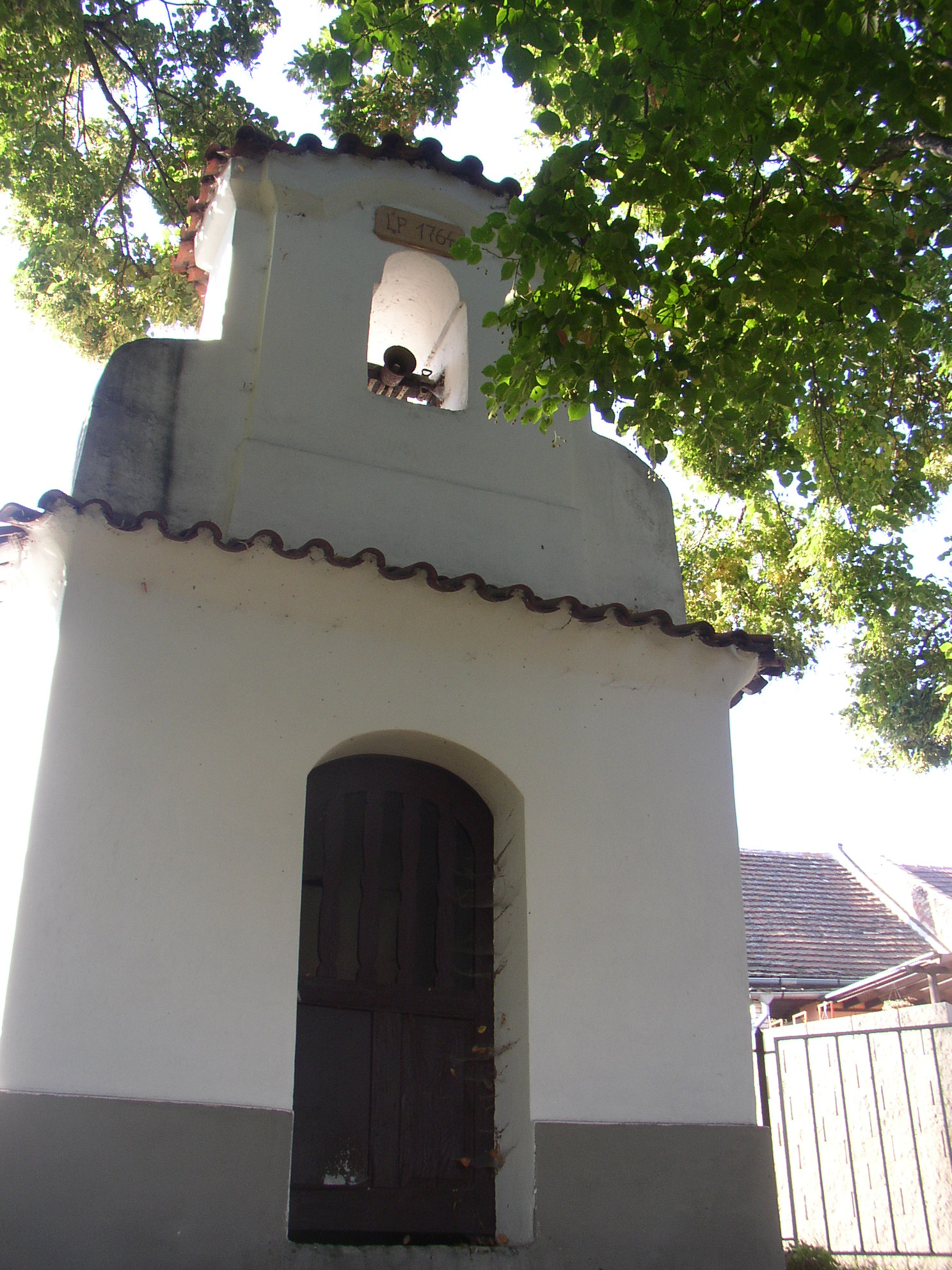
Dorpskapel